# Nové Zámky
Nové Zámky (Hongaars: Érsekújvár; Duits; Neuhäusel of Neuhäusl; Turks: Uyvar) is een stad in het zuiden van Slowakije met 39.646 inwoners (2011). Circa 22% van de bevolking is etnisch Hongaars, 10.128 inwoners gaven in de volkstelling het Hongaars als moedertaal aan, 24.089 het Slowaaks. De stad ligt op de Donauvlakte en was vroeger een belangrijke vesting. De gemeente omvat de oorspronkelijke stad Nové Zámky en het dorp Nový Gúg.

## Geschiedenis

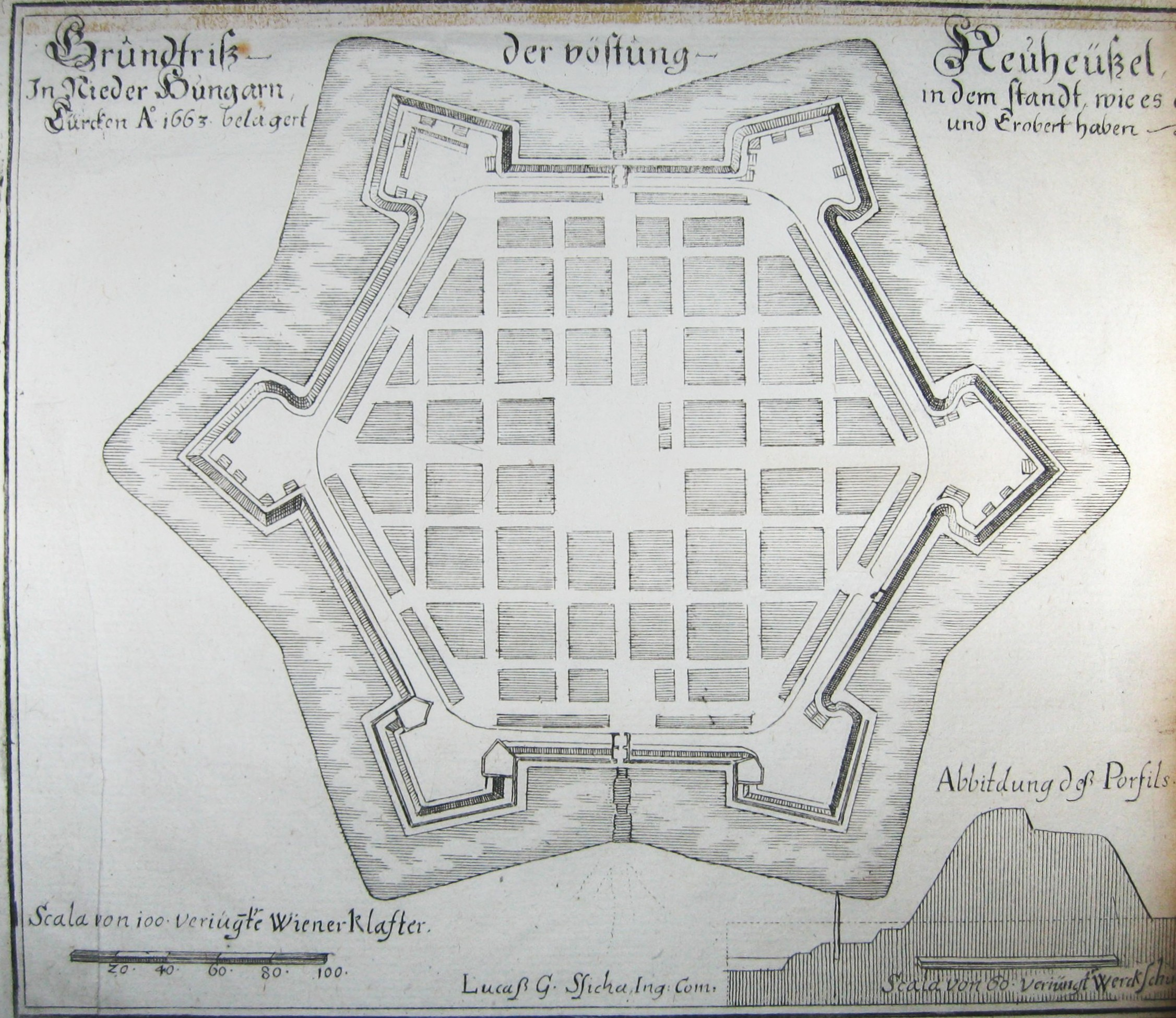
De zeshoekige vesting die ook in het stadswapen van Nové Zámky voorkomt

De plaats ontstond in de 16e eeuw naast een burcht die ter bescherming tegen de Turken was gebouwd. In 1571 wordt de plaats voor het eerst genoemd, als Uyuar. Tussen 1573 en 1581 werd de burcht verbouwd tot een zeshoekige vesting, die terug te vinden in het wapen van Nové Zámky.
Na talrijke mislukte pogingen slaagden de Turken er in 1663 in de vesting te veroveren, om deze vervolgens 22 jaar te bezetten. Later speelde de vesting een belangrijke rol bij diverse anti-Habsburgse opstanden, waarna het in 1724/1725 door koning Karel VI werd gestript, om te voorkomen dat anderen de vesting als basis zouden kunnen gaan gebruiken.
Tot 1918 behoorde de stad tot het Oostenrijk-Hongarije, daarna tot het nieuwe Tsjechoslowakije en tussen 1938 en 1945 tot Hongarije. Gedurende die tijd, in de Tweede Wereldoorlog, was de stad doelwit van diverse geallieerde bombardementen, waarbij ze zwaar werd getroffen. De Hongaarse bevolking daalt sinds de aansluiting bij Slowakije voortdurend. Tegenwoordig wonen er nog 8.863 Hongaren (22%) terwijl de Hongaren voor de Tweede Wereldoorlog nog de meerderheid van de stadsbevolking vormden.
In 2014 kreeg de stad na jaren weer een Hongaarse burgemeester, Ottokár Klein.

## Etnische samenstelling bevolking
In 1890 was 71% van de bevolking van het toenmalige Érsekújvár Hongaar, de Joden waren met 13% de tweede groep gevolgd door de Slowaken met 8% van de bevolking van 11.299 personen. De stad groeide naar 16.228 inwoners in 1910. De Hongaren vormden toen 81,43% van de bevolking terwijl de Joden 8,48 procent en de Slowaken 5,94% van de bevolking vormden. In 1919 werd de stad onderdeel van het nieuwe land Tsjechoslowakije. De stad werd vanaf dat moment onderwerp van een poging de stad meer Slowaaks te maken. In 1924 werd begonnen met de bouw van de stationswijk waar uitsluitend Slowaken werden gehuisvest. Ook werd er nieuwe industrie aangetrokken. In de volkstelling van 1930 bleken de verhoudingen in de stad aardig veranderd: de Hongaren vormden nog 45% van de bevolking terwijl het aandeel van de Slowaken was gestegen tot 42%. In 1938 werd de stad weer toegewezen aan Hongarije. In 1940 bedroeg de bevolking 23.306 personen. In 1944 werd de Joodse bevolking gedeporteerd en deze kwam grotendeels in Auschwitz terecht. 4.800 Joden vertrokken waarvan er 4.386 werden vermoord. Van de bombardementen werden nog eens 4.000 inwoners slachtoffer, na de oorlog lag twee derde van de stad in puin en waren er 6.000 mensen dakloos geworden. In 1947-1948 werden de Benes-decreten uitgevaardigd. De Hongaarse bevolking zou gedwongen worden te vertrekken naar Hongarije. De decreten werden echter niet volledig uitgevoerd, wel kwam het tot een gedwongen bevolkingsruil met Slowaken uit het zuiden van Hongarije. De samenstelling van de bevolking werd daardoor in het voordeel van de Slowaken veranderd. Na de omwentelingen was in 1991 nog 31,1 procent van de bevolking Hongaars. Sindsdien loopt het aandeel van de Hongaren gestaag terug, in 2001 was hun aandeel nog 27,5%, in 2011 nog 22%.

## Partnersteden
- Znojmo (Tsjechië)
- Fonyód (Hongarije)

## Afbeeldingen

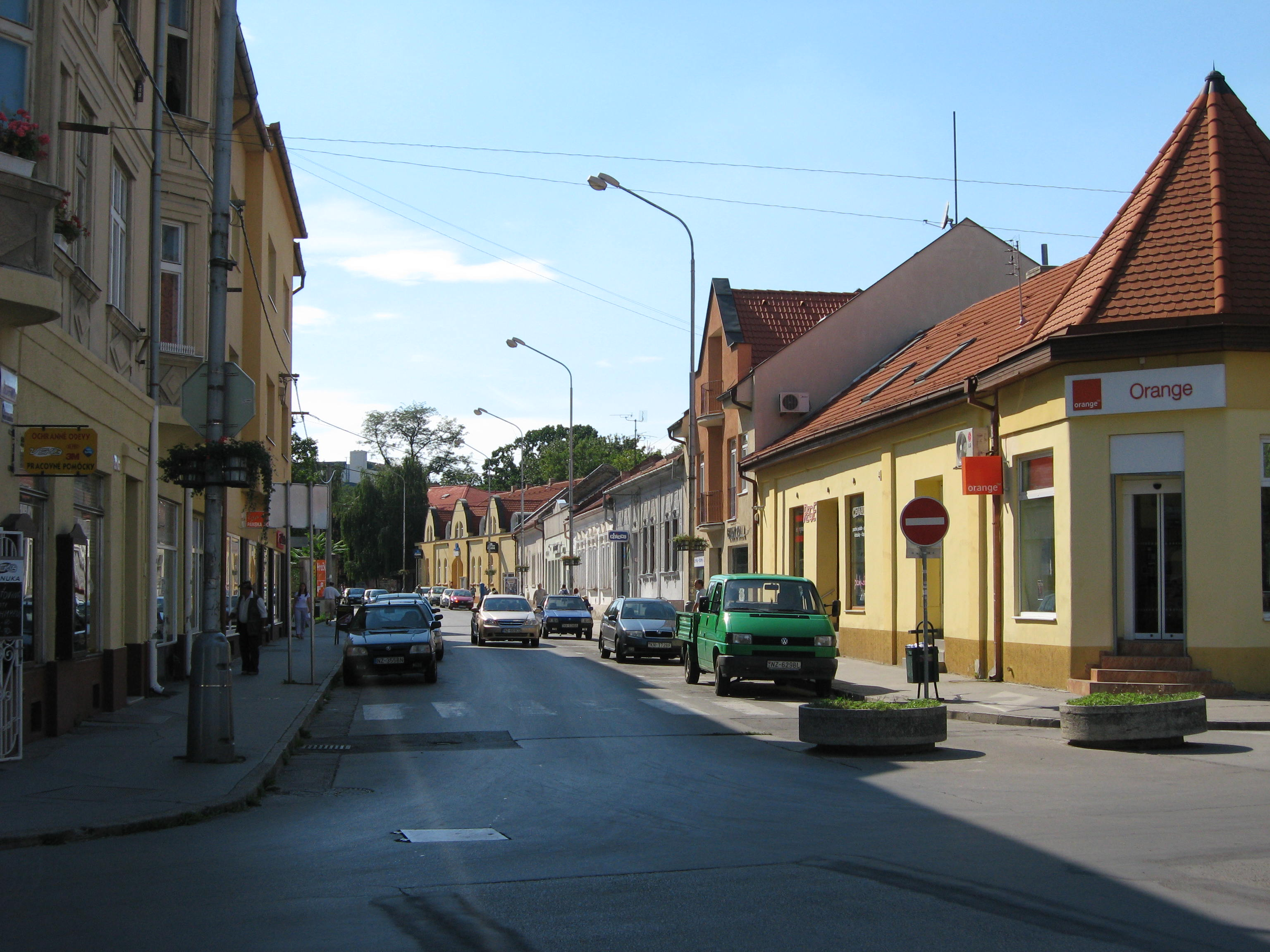
Štefánikova
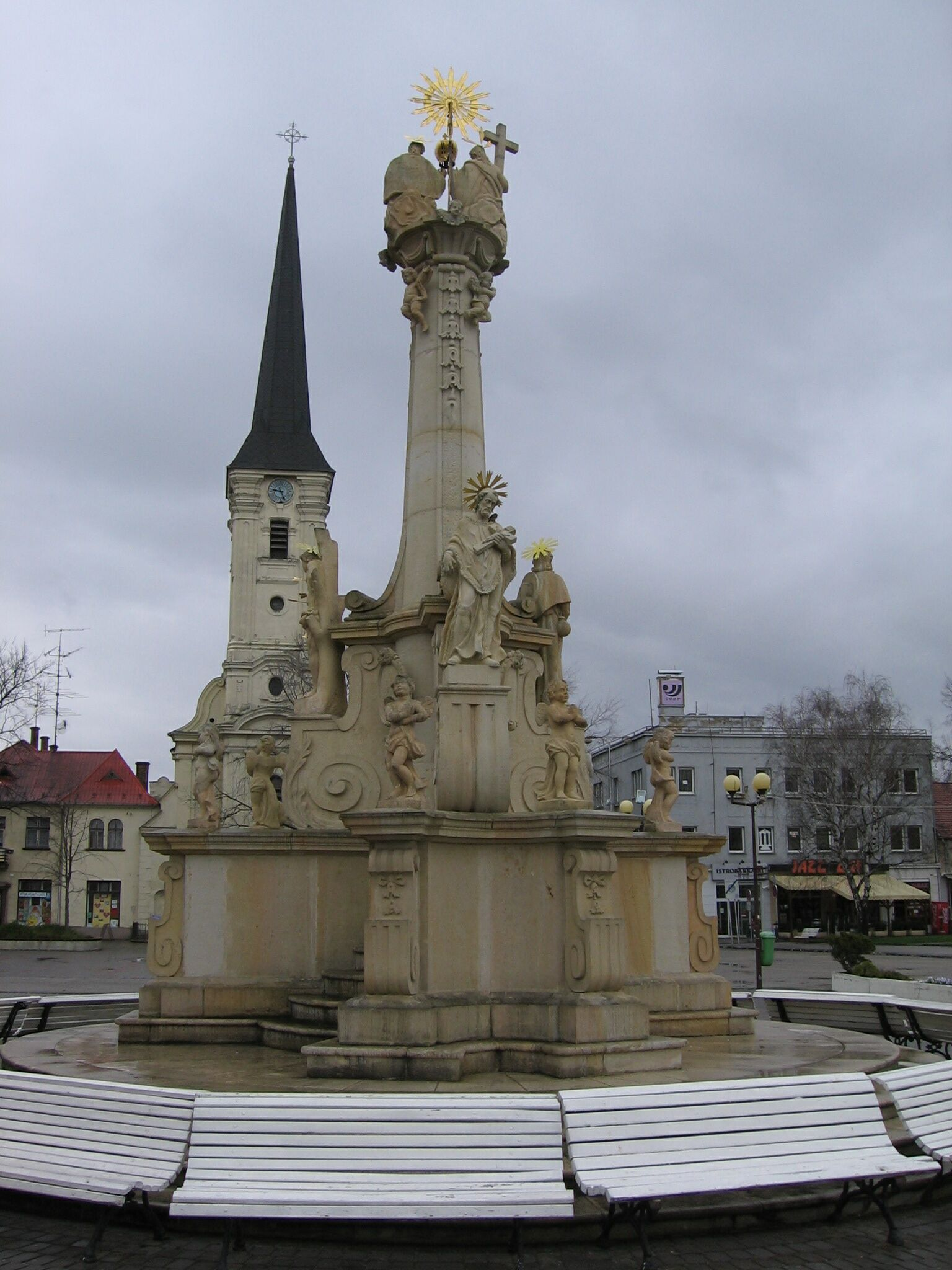
Hlavné námestie met kerk en zuil van de Heilige Drievuldigheid
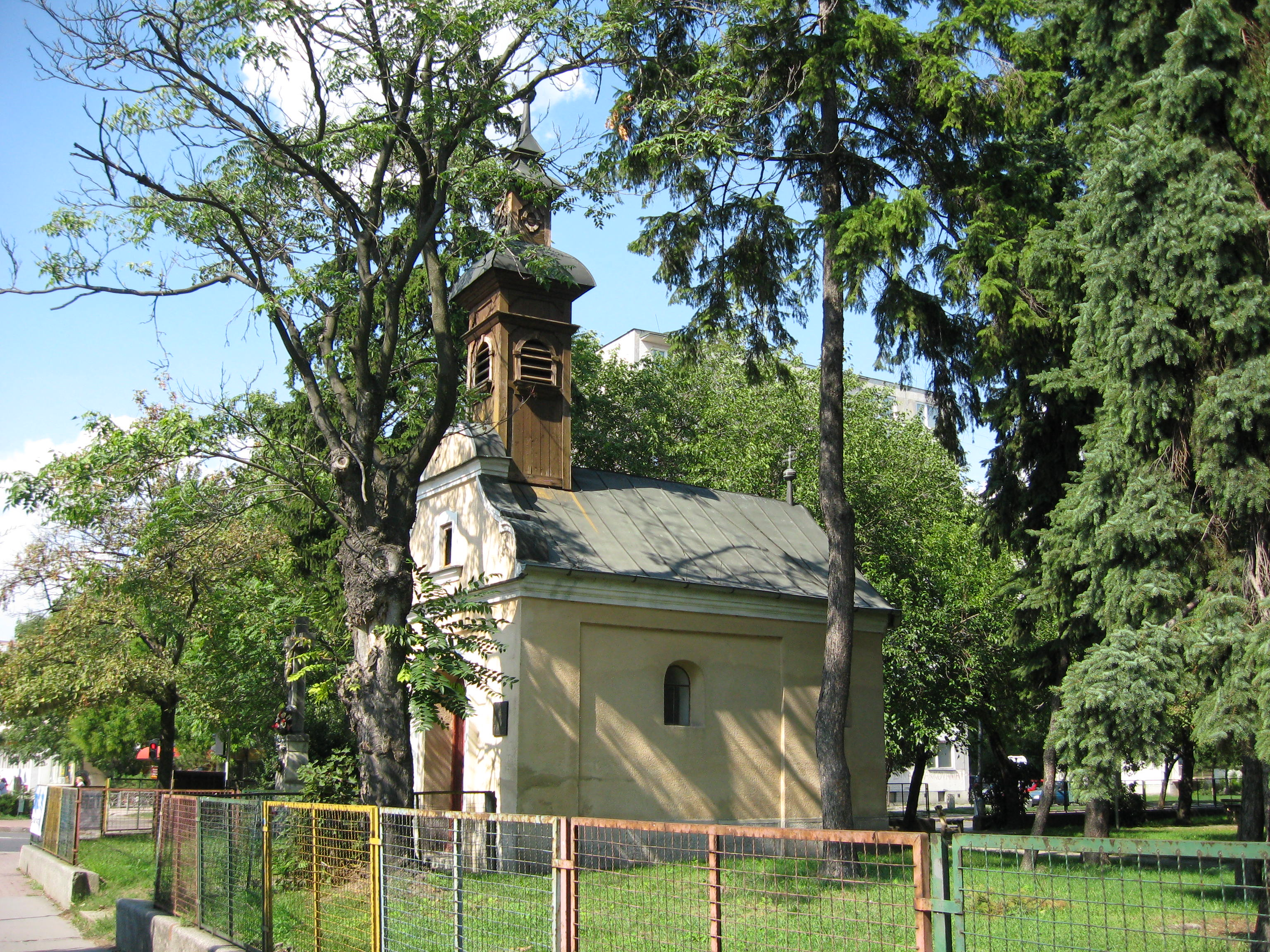
St.-Annakapel

Banská Bystrica · Bardejov · Bratislava · Humenné · Komárno · Košice · Levice · Liptovský Mikuláš · Martin · Michalovce · Nitra · Nové Zámky · Poprad · Považská Bystrica · Prešov · Prievidza · Ružomberok · Spišská Nová Ves · Trenčín · Trnava · Žilina · Zvolen